# Alessandro De Marchi
Alessandro De Marchi (San Daniele del Friuli, 19 de mayo de 1986) es un ciclista profesional italiano de ruta y pista. En 2013 fichó por el equipo Cannondale en el que estuvo hasta 2014 debido a su fusión con el equipo Garmin Sharp. Desde 2023 corre para el equipo Team Jayco AlUla.

## Medallero internacional

### Ciclismo en ruta
| Campeonato Europeo | Campeonato Europeo | Campeonato Europeo | Campeonato Europeo              |
| Año                | Lugar              | Medalla            | Competición                     |
| ------------------ | ------------------ | ------------------ | ------------------------------- |
| 2021               | Trento ( Italia)   | Medalla de oro     | Contrarreloj por relevos mixtos |

## Trayectoria
En pista ha sido dos veces campeón de Italia en persecución por equipos. La primera vez en 2007 integrando la cuarteta junto a Matteo Montaguti, Giairo Ermeti y Claudio Cucinotta y la segunda en 2011 junto a Omar Bertazzo, Giairo Ermeti y Filippo Fortin.
En carretera y como amateur ganó el Gran Premio Folignano en 2008 y ha competido como profesional desde el inicio de la temporada 2011, uniéndose al equipo de categoría Profesional Continental Androni Giocattoli-Venezuela después de debutar en esa escuadra al final de la temporada 2010 como stagiaire.
En el Giro de Italia 2012, De Marchi destacó durante las etapas 14.ª y 16.ª, donde finalizó 3º y 2º respectivamente.
Dicha actuación le valió para que en la temporada 2013 llegue a la máxima categoría de ciclismo tras fichar por el equipo UCI ProTour Cannondale. En la temporada de su debut con el Cannondale ganó una etapa de montaña acabada en Risoul del Critérium del Dauphiné. 
En el Tour de Francia 2014 obtuvo el premio al ciclista más combativo de esa edición tras meterse en varias escapadas. Ese mismo año consiguió su mejor victoria como profesional al ganar la séptima etapa de la Vuelta a España tras llegar en solitario a la línea de meta en Alcaudete tras una larga fuga.
En 2015 pasó al equipo BMC Racing Team. Repitió etapa en la Vuelta a España al ganar la 14.ª etapa con final en Fuente del Chivo tras meterse en la fuga buena del día. Este resultado llegó tras una mala primera parte de la temporada en la que no corrió ni el Giro ni el Tour.

## Palmarés

### Pista
2007 (como amateur)
- Campeonato de Italia en Persecución por equipos (haciendo equipo con Matteo Montaguti, Giairo Ermeti y Claudio Cucinotta)

2010
- Campeonato de Italia de persecución por equipos (con Angelo Ciccone, Alex Buttazzoni y Marco Coledan)
- Campeonato de Italia de persecución

2011
- Campeonato de Italia en Persecución por equipos (haciendo equipo con Omar Bertazzo, Giairo Ermeti y Filippo Fortin)

2012
- Campeonato de Italia en Persecución por equipos (haciendo equipo con Elia Viviani, Alex Buttazzoni y Angelo Ciccone)

### Ruta
2013
- 1 etapa del Critérium del Dauphiné

2014
- Premio de la combatividad del Tour de Francia
- 1 etapa de la Vuelta a España

2015
- 1 etapa de la Vuelta a España

2018
- 1 etapa de la Vuelta a España
- Giro de Emilia

2019
- 3.º en el Campeonato de Italia Contrarreloj

2020
- 2.º en el Campeonato de Italia Contrarreloj [7]

2021
- Tres Valles Varesinos

2024
- 1 etapa del Tour de los Alpes

## Resultados en Grandes Vueltas y Campeonatos del Mundo
| Carrera              | Carrera              | 2011  | 2012 | 2013 | 2014 | 2015 | 2016 | 2017  | 2018 | 2019 | 2020  | 2021 | 2022  | 2023 | 2024  |
| -------------------- | -------------------- | ----- | ---- | ---- | ---- | ---- | ---- | ----- | ---- | ---- | ----- | ---- | ----- | ---- | ----- |
|                      | Giro de Italia       | 109.º | 98.º | —    | —    | —    | 94.º | —     | 65.º | —    | —     | Ab.  | 92.º  | 38.º | 51.º  |
|                      | Tour de Francia      | —     | —    | 71.º | 52.º | —    | —    | 99.º  | —    | Ab.  | 100.º | —    | —     | —    | —     |
|                      | Vuelta a España      | —     | —    | —    | 67.º | 78.º | —    | 70.º  | 76.º | —    | —     | —    | 103.º | —    | 125.º |
| Mundial en Ruta      | Mundial en Ruta      | —     | —    | —    | 45.º | —    | —    | 113.º | 40.º | —    | —     | Ab.  | —     | —    | —     |
| Mundial Contrarreloj | Mundial Contrarreloj | —     | —    | —    | —    | —    | —    | —     | 28.º | —    | —     | —    | —     | —    | —     |

—: no participa

Ab.: abandono

## Equipos
- Androni Giocattoli (2011-2012)
  - Androni Giocattoli-C.I.P.I. (2011)
  - Androni Giocattoli-Venezuela (2012)
- Cannondale (2013-2014)
- BMC/CCC (2015-2020)
  - BMC Racing Team (2015-2018)
  - CCC Team (2019-2020)
- Israel (2021-2022)
  - Israel Start-Up Nation (2021)
  - Israel-Premier Tech (2022)
- Team Jayco AlUla (2023-)